# Église de l'Ascension de Tchortkiv
Pour les articles homonymes, voir Église de l'Ascension.
L'église de l'Ascension de Tchortkiv (ukrainien :Церква Вознесіння Господнього (Чортків)) est classée comme monument national ukrainien. Elle est située à Tchortkiv, oblast de Ternopil en Ukraine.

## Historique
Elle fut construite en 1630 en une structure se passant de clous. Elle fut détruite lors des combats de la guerre polono-turque de 1676 pour être relevée en 1717 ou 1738, elle été fermée en 1946 pour être finalement rendue au culte catholique de l'Éparchie de Boutchatch.
En 1874 fut érigée une croix commémorative en l'honneur de la Sainte-Sobriété en fonte dorée de 1,7 mètre de haut sur un socle en pierre de 1,3 mètre.

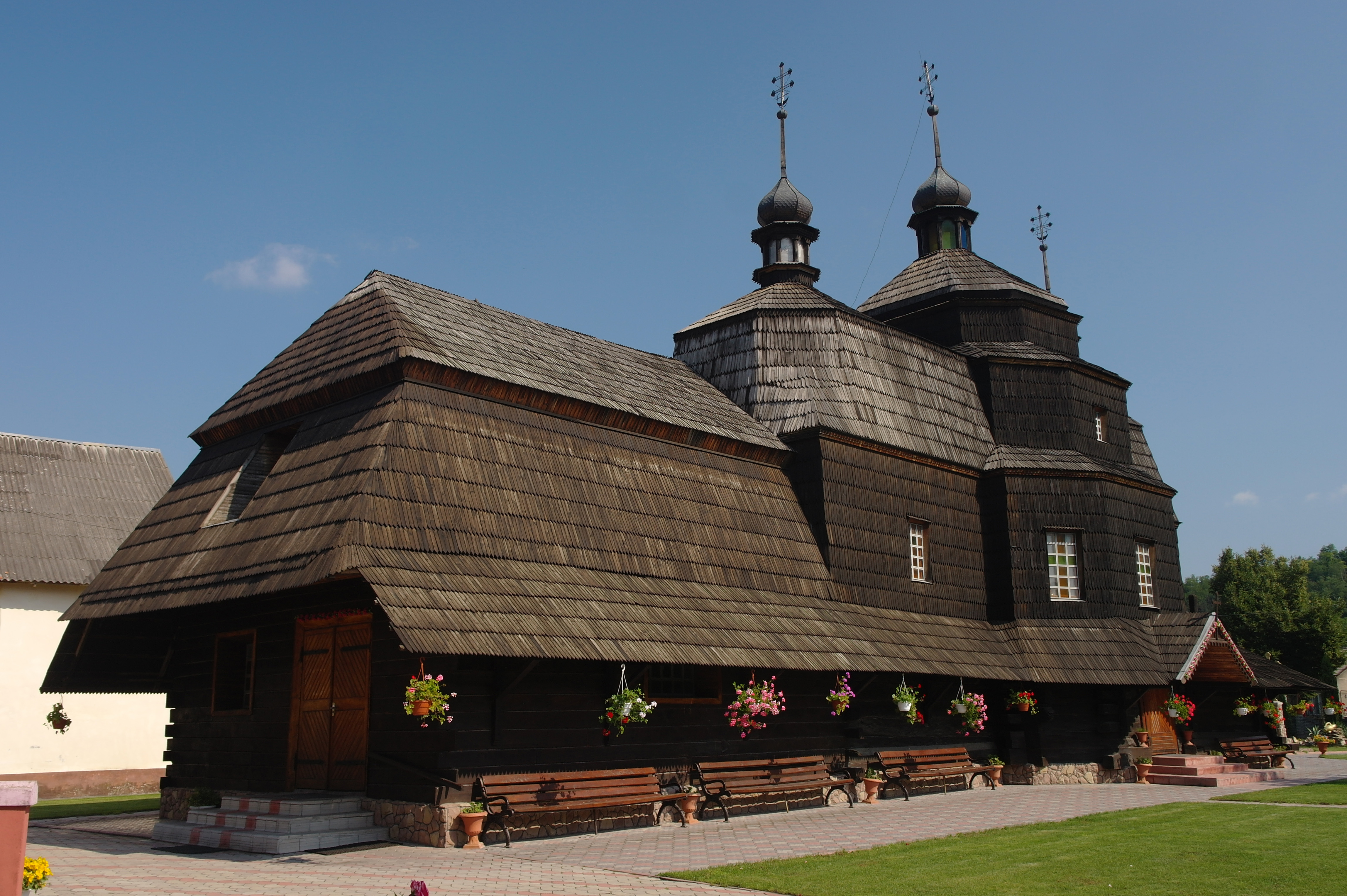
Le portail de l'église
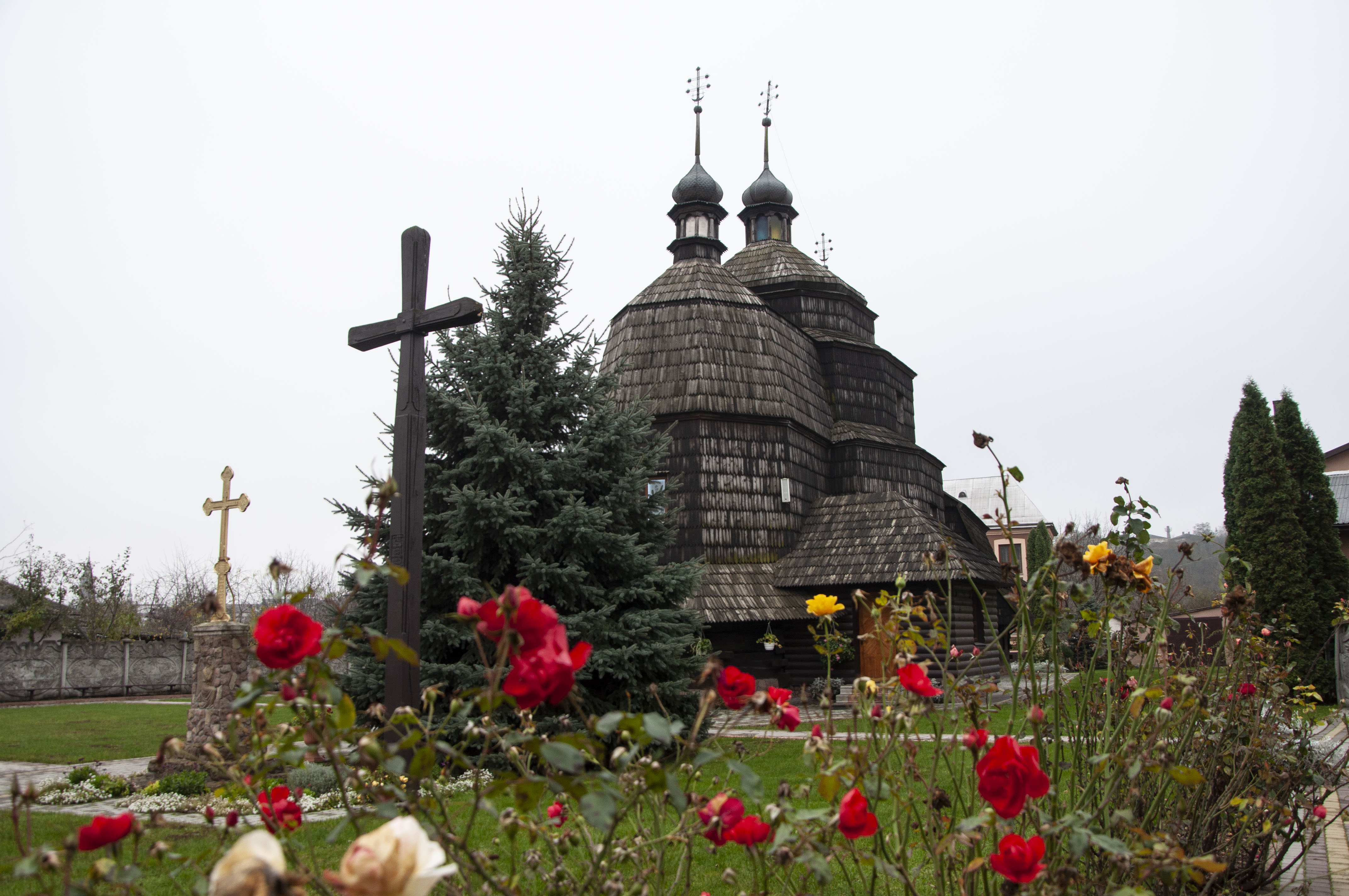
avec la croix de la Sobriété au deuxième plan,
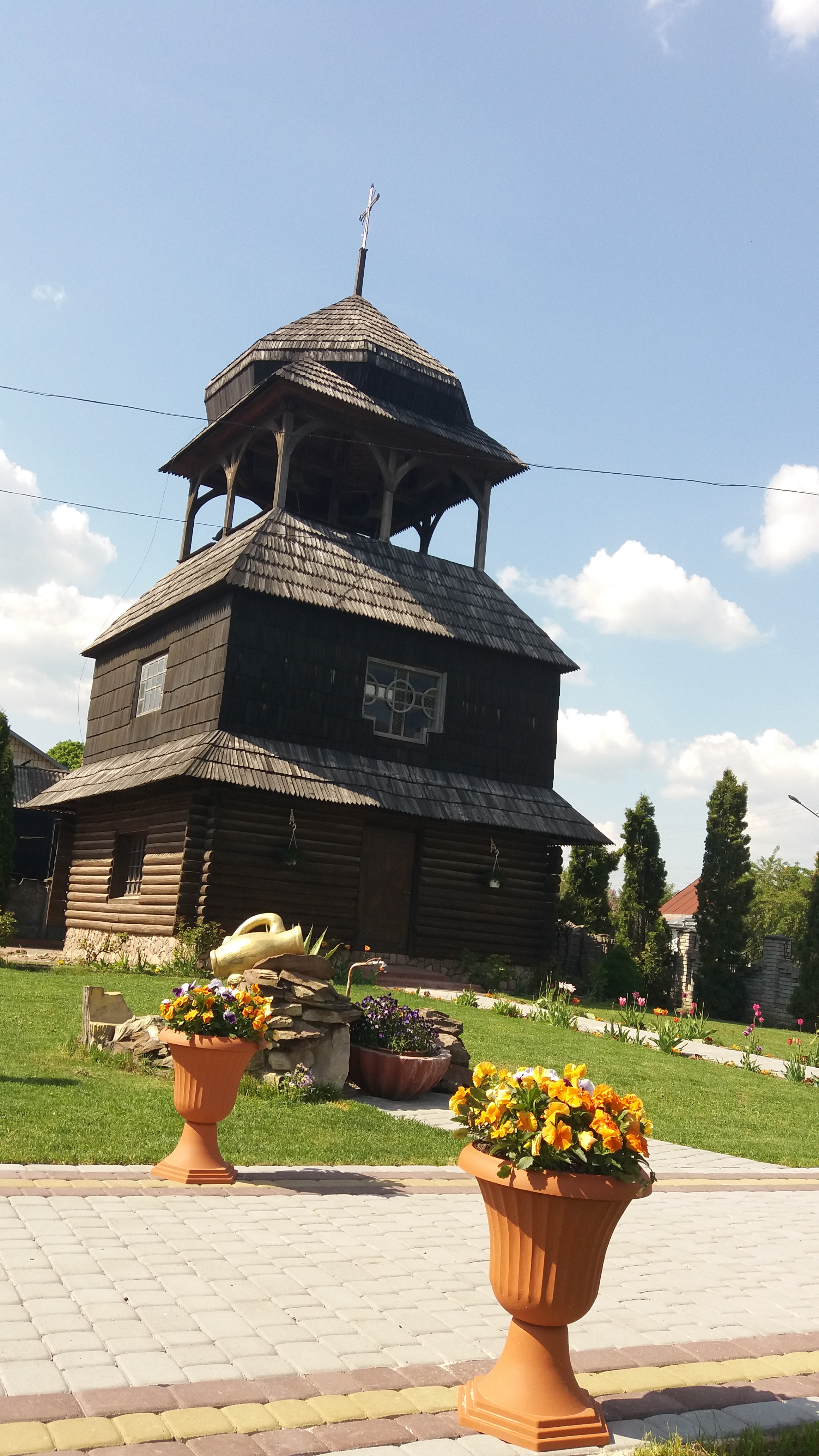
et son clocher.